# Elina Svitólina
Elina Mijáilivna Svitólina (en ucraniano: Еліна Михайлівна Світоліна, Odesa, 12 de septiembre de 1994) es una tenista ucraniana. Su mejor clasificación WTA individual ha sido el puesto 3.º en septiembre de 2017.

## Vida privada
En 2018, comenzó una relación con el tenista francés Gaël Monfils, con el cual contrajo matrimonio el 16 de julio de 2021, en Nyon, Suiza.
El 15 de octubre del 2022 dieron la bienvenida a su hija Skaï Monfils al anunciar su nacimiento en sus redes sociales.

## Carrera tenística

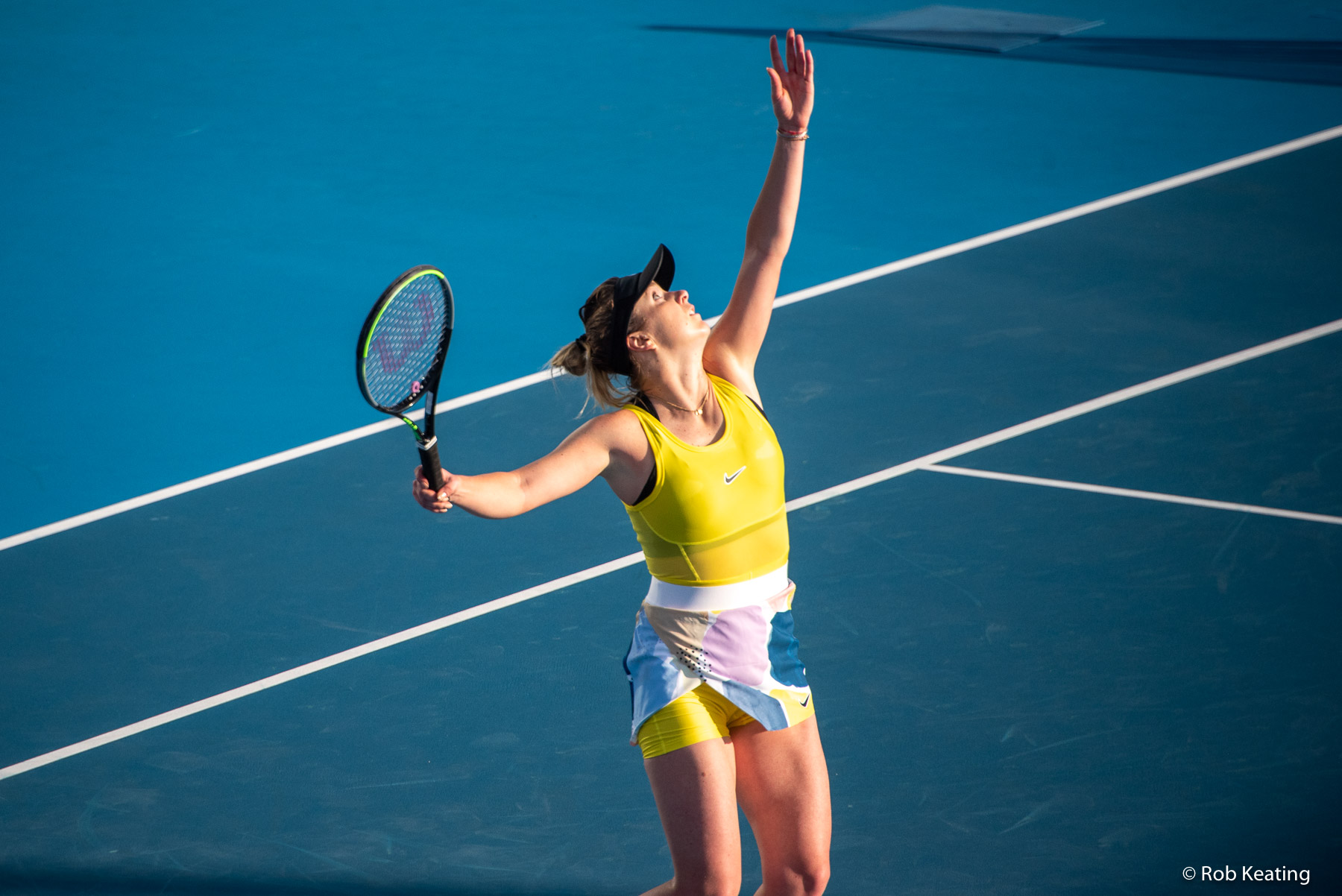
La ucraniana Elina Svitólina sirve en el 1573 Arena del Australian Open 2020.

### Comienzos
En 2010 Svitólina, con solo 15 años, ganó el Torneo Roland Garros Júnior femenino venciendo a la tunecina Ons Jabeur en la final. Alcanzó su primera final ITF en el torneo de Járkov, mayo de 2010. Subcampeona del Torneo Júnior femenino de Wimbledom 2012, ganado por la canadiense Eugenie Bouchard. Se clasificó para su primer grande, el US OPEN de 2012, y cayó en primera ronda ante la futura cuartofinalista Ana Ivanovic. Ganó el Torneo WTA 125K 2012 de Pune, India, derrotando, entre otras, a Andrea Petkovic, y a la veterana japonesa Kimiko Date-Krumm en la final.

### 2013
Svitólina entró directamente en el cuadro de Open de Australia; perdió en primera ronda con la 5.ª cabeza de serie, Angelique Kerber. Ganó su primer Torneo WTA, el Torneo de Bakú de 2013, derrotando a la israelí Shahar Pe'er, alcanzando así el puesto 49 WTA.

### 2014
En el Open de Australia de 2014 derrotó a la dos veces campeona de Grand Slam, Svetlana Kuznetsova. Cae en tercera ronda con Sloane Stephens.
En el Masters de Cincinnati de 2014 obtuvo su primera victoria ante una «top ten» (diez mejores de la clasificación), la checa Petra Kvitová. En el Premier de Wuhan, gana sucesivamente a Camila Giorgi, Sabine Lisicki, Garbiñe Muguruza (sin jugar), y Angelique Kerber para perder su primera semifinal Premier 5 ante Kvitová.

### 2015
En el Torneo de Brisbane de 2015 pierde en semifinales contra la que fue campeona del torneo, María Sharápova. Alcanza la tercera ronda del Open de Australia 2015 que perdió con la número 1 Serena Williams en tres sets.
Llega a las semifinales de Torneo de Bogotá de 2015, pero pierde con la que sería campeona, la brasileña Teliana Pereira. Svitólina gana su primer torneo sobre tierra, el Torneo de Marruecos de 2015, venciendo a Tímea Babos. Llega al puesto 21 de la WTA. En Roland Garros 2015, cae en cuartos ante su particular «bestia negra», Ana Ivanovic. No obstante, esto la llevó al puesto 17 del ranking, el mejor de una ucraniana en la era open (supera a Alona Bondarenko).
Svitólina llega a las semifinales del torneo Torneo WTA de San José de 2015, que pierde con la que sería campeona, Angelique Kerber. En el Masters de Cincinnati de 2015, pierde su segunda semifinal Premier 5 con Serena Williams. A fines de 2015, llega a la semifinal del WTA Elite Trophy en Zhuhai, que pierde con Karolína Plíšková.

### 2016
Svitólina empieza el año representando a Ucrania en la Copa Hopman (Australia) junto al jugador Aleksandr Dolgopólov. Perdieron la final con los locales, Nick Kyrgios y Daria Gavrilova. Con Justine Henin como asesora llega a la semifinal del Torneo de Dubái de 2016, que pierde con la eventual campeona, Sara Errani. Se lleva su 4.º título WTA, el Malaysian Open, derrotando en la final a Eugenie Bouchard, para llegar al puesto 14.º del ranking.
En Roland Garros 2016 pierde en cuarta ronda con la eventual finalista, Serena Williams. Antes había ganado por primera vez a la ex número 1, Ana Ivanović.
Su mayor éxito del año llegó en la Olimpiada de Río 2016, al vencer a la Campeona de la Olimpiada Londres 2012, Serena Williams, para llegar a los cuartos de final. Sin embargo, en esa ronda es derrotada por Petra Kvitová fácilmente.
Fue la abanderada de Ucrania junto al nadador Myjailo Romanchuk en la ceremonia de apertura de los Juegos Olímpicos de París 2024.

## Juegos Olímpicos

### Individual

#### Medalla de bronce
| Año  | Campeonato | Oponente en la final | Resultado        |
| 2021 | Tokio 2020 | Elena Rybakina       | 1-6, 7-6(5), 6-4 |

## Títulos WTA (20; 18+2)

### Individual  (18)
| Leyenda                                |
| Grand Slam (0)                         |
| Juegos Olímpicos (0)                   |
| WTA Finals (1)                         |
| WTA Elite Trophy (0)                   |
| P. Mandatory & Premier 5, WTA 1000 (4) |
| Premier, WTA 500 (2)                   |
| International, WTA 250 (11)            |

| N.º | Fecha                    | Torneo       | Superficie    | Oponente en la final  | Resultado        |
| 1.  | 28 de julio de 2013      | Bakú         | Dura          | Shahar Peer           | 6-4, 6-4         |
| 2.  | 27 de julio de 2014      | Bakú         | Dura          | Bojana Jovanovski     | 6-1, 7-6(2)      |
| 3.  | 2 de mayo de 2015        | Marrakech    | Tierra batida | Tímea Babos           | 7-5, 7-6(3)      |
| 4.  | 6 de marzo de 2016       | Kuala Lumpur | Dura          | Eugénie Bouchard      | 6-7(5), 6-4, 7-5 |
| 5.  | 5 de febrero de 2017     | Taipéi       | Dura (i)      | Shuai Peng            | 6-3, 6-2         |
| 6.  | 25 de febrero de 2017    | Dubái        | Dura          | Caroline Wozniacki    | 6-4, 6-2         |
| 7.  | 30 de abril de 2017      | Estambul     | Tierra batida | Elise Mertens         | 6-2, 6-4         |
| 8.  | 21 de mayo de 2017       | Roma         | Tierra batida | Simona Halep          | 4-6, 7-5, 6-1    |
| 9.  | 13 de agosto de 2017     | Toronto      | Dura          | Caroline Wozniacki    | 6-4, 6-0         |
| 10. | 6 de enero de 2018       | Brisbane     | Dura          | Aliaksandra Sasnovich | 6-2, 6-1         |
| 11. | 24 de febrero de 2018    | Dubái        | Dura          | Daria Kasátkina       | 6-4, 6-0         |
| 12. | 20 de mayo de 2018       | Roma         | Tierra batida | Simona Halep          | 6-0, 6-4         |
| 13. | 28 de octubre de 2018    | WTA Finals   | Dura (i)      | Sloane Stephens       | 3-6, 6-2, 6-2    |
| 14. | 8 de marzo de 2020       | Monterrey    | Dura          | Marie Bouzková        | 7-5, 4-6, 6-4    |
| 15. | 26 de septiembre de 2020 | Estrasburgo  | Tierra batida | Elena Rybakina        | 6-4, 1-6, 6-2    |
| 16. | 28 de agosto de 2021     | Chicago      | Dura          | Alizé Cornet          | 7-5, 6-4         |
| 17. | 27 de mayo de 2023       | Estrasburgo  | Tierra batida | Anna Blinkova         | 6-2, 6-3         |
| 18. | 20 de abril de 2025      | Ruan         | Tierra batida | Olga Danilović        | 6-4, 7-6(8)      |

#### Finalista (4)
| N.º | Fecha                  | Torneo       | Superficie | Oponente en la final | Resultado        |
| 1.  | 27 de agosto de 2016   | New Haven    | Dura       | Agnieszka Radwańska  | 1-6, 6-7(3)      |
| 2.  | 6 de noviembre de 2016 | Elite Trophy | Dura (i)   | Petra Kvitová        | 4-6, 2-6         |
| 3.  | 3 de noviembre de 2019 | WTA Finals   | Dura (i)   | Ashleigh Barty       | 4-6, 3-6         |
| 7.  | 7 de enero de 2024     | Auckland     | Dura       | Cori Gauff           | 7-6(4), 3-6, 3-6 |

### Dobles (2)
| Leyenda                                |
| Grand Slam (0)                         |
| Juegos Olímpicos (0)                   |
| WTA Finals (0)                         |
| WTA Tournament of Champions (0)        |
| P. Mandatory & Premier 5, WTA 1000 (0) |
| Premier, WTA 500 (0)                   |
| International, WTA 250 (2)             |

| N.º | Fecha               | Torneos  | Superficie | Pareja          | Oponentes                        | Resultado        |
| --- | ------------------- | -------- | ---------- | --------------- | -------------------------------- | ---------------- |
| 1.  | 20 de julio de 2014 | Estambul | Dura       | Misaki Doi      | Oksana Kaláshnikova Paula Kania  | 6-4, 6-0         |
| 2.  | 26 de julio de 2015 | Estambul | Dura       | Daria Gavrilova | Çağla Büyükakçay Jelena Janković | 5-7, 6-1, [10-4] |

## Resultados individual en torneos de Grand Slam
| Torneo             | 2012 | 2013 | 2014 | 2015 | 2016 | 2017 | 2018 | 2019 | 2020 | 2021 | 2022 | 2023 | G-P   | Títulos |
| ------------------ | ---- | ---- | ---- | ---- | ---- | ---- | ---- | ---- | ---- | ---- | ---- | ---- | ----- | ------- |
| Australian Open    | -    | 1R   | 3R   | 3R   | 2R   | 3R   | CF   | CF   | 3R   | 4R   | 3R   | -    | 22-10 | 0       |
| Roland Garros      | -    | 2R   | 2R   | CF   | 4R   | CF   | 3R   | 3R   | CF   | 3R   | -    | CF   | 27-10 | 0       |
| Wimbledon          | -    | 1R   | 1R   | 2R   | 2R   | 4R   | 1R   | SF   | -    | 2R   | -    | SF   | 16-9  | 0       |
| US Open            | 1R   | 2R   | 1R   | 3R   | 3R   | 4R   | 4R   | SF   | -    | CF   | -    | 3R   | 22-10 | 0       |
| Ganados – Perdidos | 0–1  | 2–4  | 3–4  | 9–4  | 7–4  | 12–4 | 9-4  | 16-4 | 6-2  | 10-4 | 2-1  | 11-3 | 87–39 | 0       |

## Títulos ITF (9; 7+2)
| Leyenda          |
| ---------------- |
| Torneo WTA 125s  |
| Torneo 100 000 $ |
| Torneo 75 000 $  |
| Torneo 50 000 $  |
| Torneo 25 000 $  |
| Torneo 10 000 $  |

### Individuales (7-2)
| Resultado | N.º | Fecha                    | Torneo            | Superficie | Oponente           | Tanteo           |
| --------- | --- | ------------------------ | ----------------- | ---------- | ------------------ | ---------------- |
| Finalista | 1.  | 17 de mayo de 2010       | Járkov, Ucrania   | Tierra     | Liudmila Kichenok  | 2-6, 6-4, 1-6    |
| Ganadora  | 1.  | 16 de agosto de 2011     | Estambul, Turquía | Dura       | Anja Prislan       | 6-2, 6-7(5), 6-0 |
| Ganadora  | 2.  | 17 de octubre de 2011    | Lagos, Nigeria    | Dura       | Donna Vekić        | 6-4, 6-3         |
| Finalista | 2.  | 26 de diciembre de 2011  | Tyumen, Rusia     | Dura       | Yulia Putintseva   | 2-6, 4-6         |
| Ganadora  | 3.  | 19 de marzo de 2012      | La Marsa, Túnez   | Tierra     | Isabella Shinikova | 7-6(4), 7-6(5)   |
| Ganadora  | 4.  | 24 de septiembre de 2012 | Telavi, Georgia   | Tierra     | Lesia Tsurenko     | 6-1, 6-2         |
| Ganadora  | 5.  | 5 de noviembre de 2012   | Pune, India       | Dura       | Kimiko Date-Krumm  | 6-2, 6-3         |
| Ganadora  | 6.  | 3 de febrero de 2013     | Eilat, Israel     | Dura       | Marta Sirotkina    | 6-3, 3-6, 7-5    |
| Ganadora  | 7.  | 3 de agosto de 2013      | Donetsk, Ucrania  | Dura       | Tímea Babos        | 3-6, 6-2, 7-6(9) |

### Dobles (2–4)
| Resultado | N.º | Fecha                 | Torneo               | Superficie  | Compañera        | Oponentes                             | Tanteo              |
| --------- | --- | --------------------- | -------------------- | ----------- | ---------------- | ------------------------------------- | ------------------- |
| Finalista | 1.  | 25 de mayo de 2009    | Járkov, Ucrania      | Tierra      | Kateryna Kozlova | Kateryna Avdiyenko Maria Zharkova     | 7-6(3), 3-6, [9-11] |
| Finalista | 2.  | 3 de mayo de 2010     | Jarkov, Ucrania      | Tierra      | Kateryna Kozlova | Lyudmyla Kichenok Nadiya Kichenok     | 4-6, 2-6            |
| Ganadora  | 1.  | 19 de julio de 2010   | Jarkov, Ucrania      | Tierra      | Kateryna Kozlova | Valentyna Ivakhnenko Alyona Sotnikova | 6-3, 7-5            |
| Finalista | 3.  | 18 de abril de 2011   | Tessenderlo, Bélgica | Tierra      | Maryna Zanevska  | Anna-Lena Grönefeld Tatjana Malek     | 5-7, 3-6            |
| Finalista | 4.  | 29 de octubre de 2011 | Lagos, Nigeria       | Moqueta (i) | Danka Kovinić    | Melanie Klaffner Ágnes Szatmári       | 0-6, 7-6, [5-10]    |
| Ganadora  | 2.  | 28 de enero de 2013   | Eilat. Israel        | Dura        | Ala Kudriávtseva | Corinna Dentoni Aliaksandra Sasnovich | 6-1, 6-3            |

## Finales por equipos: 1 (0–1)
| Resultado | N.º | Fecha              | Torneo                        | Superficie | Compañero            | Oponentes                    | Tanteo |
| --------- | --- | ------------------ | ----------------------------- | ---------- | -------------------- | ---------------------------- | ------ |
| Finalista | 1.  | 9 de enero de 2016 | Copa Hopman, Perth, Australia | Hard (i)   | Aleksandr Dolgopólov | Daria Gavrilova Nick Kyrgios | 0-2    |

## Victorias sobre números 1
| # | Jugadora         | Evento                                  | Superficie    | Ronda | Resultado     |
| - | ---------------- | --------------------------------------- | ------------- | ----- | ------------- |
| 1 | Serena Williams  | Juegos Olímpicos de Río de Janeiro 2016 | Dura          | 3R    | 6-4, 6-3      |
| 2 | Angelique Kerber | Torneo de Pekín 2016                    | Dura          | 3R    | 6-3, 7-5      |
| 3 | Angelique Kerber | Torneo de Brisbane 2017                 | Dura          | CF    | 6-4, 3-6, 6-3 |
| 4 | Simona Halep     | Masters de Roma 2018                    | Tierra batida | F     | 6-0, 6-4      |